# مارک جان جفریز
مارک جان جفریز (به انگلیسی: Marc John Jefferies) (زاده ۱۶ مهٔ ۱۹۹۰) بازیگر آمریکایی است.
از فیلم‌های معروف او می‌توان به بازی در فیلم ترور یک رئیس دبیرستان اشاره کرد.